# Hans Christian Ørsted

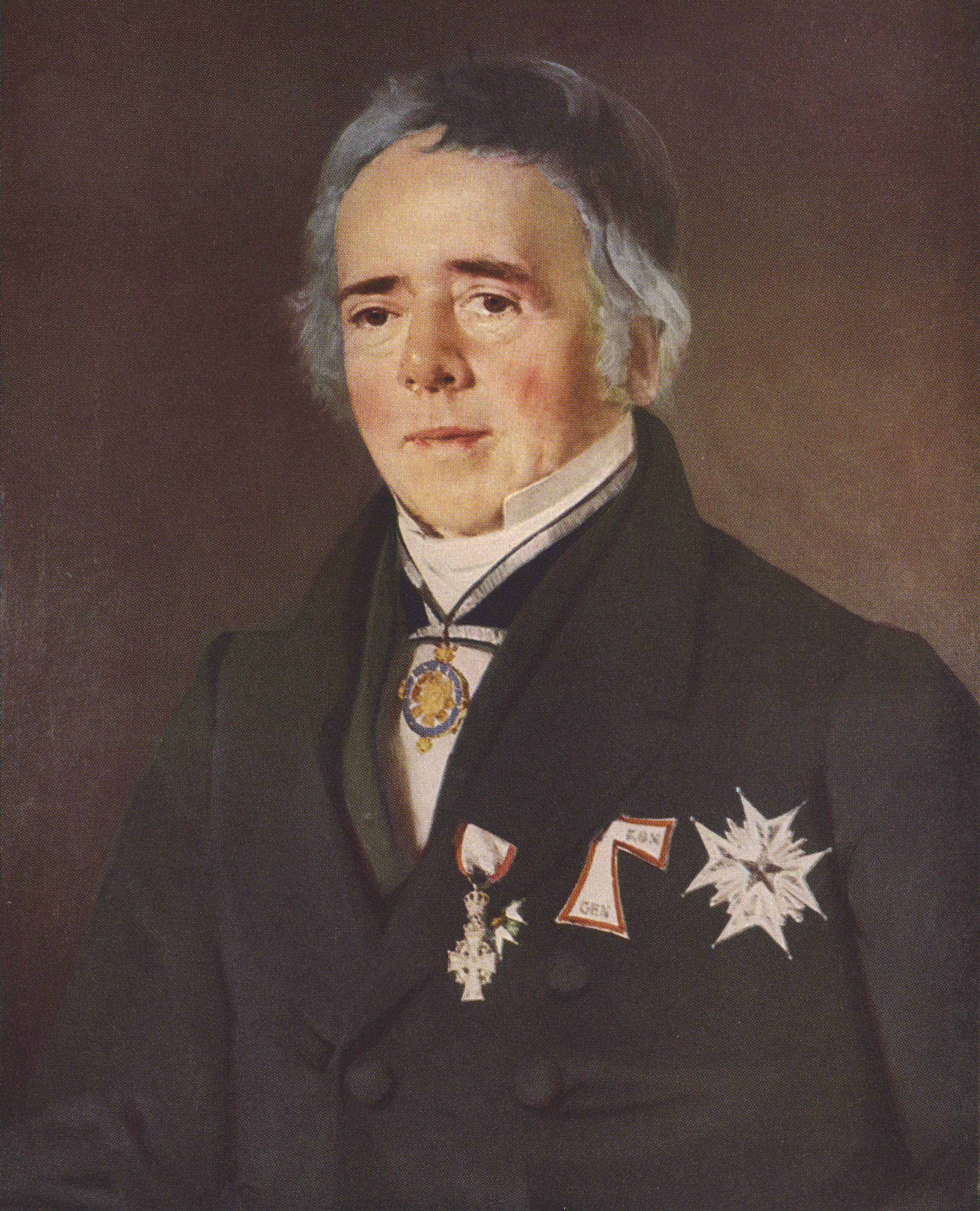
Ørsted på äldre dagar dekorerad med bland annat preussiska Pour le Mérite (om halsen), danska Dannebrogsorden och svenska Nordstjärneorden. Målning av Christian Albrecht Jensen 1842.

Hans Christian Ørsted, född den 14 augusti 1777 i Rudkøbing på Langeland, död den 9 mars 1851 i Köpenhamn, var en dansk fysiker och kemist, bror till statsminister Anders Sandøe Ørsted och farbror till botanikern med samma namn. Han är känd för att ha varit den förste att framställa aluminium 1825 och för att 1820 ha upptäckt sambandet mellan elektricitet och magnetism. Han betraktas som en av den danska guldålderns tongivande personligheter.

## Biografi
Ørsteds far var apotekare, och Hans Christian fick hemundervisning. Han avlade studentexamen 1794 i Köpenhamn efter endast ett halvårs studier. År 1797 tog han farmaceutisk examen. Han var sedan under ett par år föreståndare för ett apotek i Köpenhamn, medan han fortsatte med studier i filosofi, estetik, fysik och kemi. Han fick universitetets guldmedalj för besvarandet av en prisfråga i estetik 1797 och i medicin 1798. Han blev filosofie magister på en avhandling om Kants naturfilosofi 1799 och anställdes 1800 som adjunkt vid den medicinska fakulteten. Ørsted reste runt i Europa och återvände 1803 till Köpenhamn, där han försörjde sig som privatdocent. Hans föreläsningar var populära och han utnämndes till professor i Köpenhamn 1806. Ørsted var en av grundarna av Polyteknisk Læreanstalt och var dess förste direktör 1829–1851. 
Även inom kemin blev Ørsted framgångsrik; han var till exempel den förste att utvinna aluminium ur kaliumamalgam och aluminiumklorid. Han var också aktiv i strävan att främja naturvetenskapen i Danmark och grundade därför Selskabet for Naturlærens Udbredelse. Han invaldes 1822 som utländsk ledamot nummer 242 av svenska Kungliga Vetenskapsakademien. Han var vän till Hans Christian Andersen.
H.C. Ørsted är begravd på Assistens Kirkegård i Köpenhamn. Han har fått en mätenhet uppkallad efter sig med beteckningen Oe för magnetisk fältstyrka.

## Verk
Vid iordningställandet av ett demonstrationsförsök för en lektion 21 april 1820 lade Ørsted märke till att en kompassnål rörde sig när han slöt en strömkrets. Han började med systematiska experiment och publicerade sina resultat tre månader senare. Han försökte olika ledare, han såg att kompassnålens utvikelse var åt andra hållet när han bytte strömriktning och han visade att effekten inte kunde skärmas av trä eller glas.
Upptäckten fick omedelbart genomslag i vetenskapliga kretsar. Efter några månader publicerade den franska fysikern André Ampère en matematisk beskrivning av de magnetiska krafterna mellan strömförande ledare. 1824 konstruerade William Sturgeon den första elektromagneten.
I historiska sammanhang förekommer det ibland hänsyftningar på att en italiensk jurist och amatörfysiker, Gian Domenico Romagnosi, skulle ha varit en föregångare till Ørsted genom att redan 1802 påvisa och publicera en samverkan mellan magnetiska och elektriska krafter. Romagnosis experiment reagerade emellertid bara på elektrostatiska krafter. Ingen galvanisk ström förekom i experimentet och alltså inte heller någon elektromagnetism.